# Mại dâm trẻ em
Mại dâm trẻ em là mại dâm bao gồm trẻ em, và nó là một hình thức bóc lột tình dục trẻ em thương mại. Thuật ngữ này thường dùng để chỉ mại dâm trẻ vị thành niên, hoặc người dưới độ tuổi trưởng thành hợp pháp. Trong hầu hết các quốc gia, mại dâm trẻ em đương nhiên là bất hợp pháp như là một phần của quy định chung về nghiêm cấm mại dâm. Nhưng ngay cả ở một số ít nước mà mại dâm là hợp pháp thì mại dâm trẻ em vẫn là bất hợp pháp.
Mại dâm trẻ em thường biểu hiện dưới hình thức buôn bán tình dục, trong đó trẻ bị bắt cóc hoặc lừa gạt để tham gia vào mại dâm, hoặc "tình dục để tồn tại", trong đó trẻ tham gia vào các hoạt động tình dục để mua những thứ thiết yếu cơ bản như thực phẩm và chỗ ở. Mại dâm trẻ em thường được kết hợp với nội dung khiêu dâm trẻ em, và chúng thường chồng lấn nhau. Một số người đi du lịch nước ngoài để tham gia vào du lịch tình dục trẻ em. Nghiên cứu cho thấy có thể có khoảng 10 triệu trẻ em tham gia vào hoạt động mại dâm trên toàn thế giới. Trẻ em mại dâm là nghiêm trọng nhất tại Nam Mỹ và châu Á, nhưng mại dâm trẻ em tồn tại trên toàn cầu, ở các nước kém phát triển cũng như phát triển. Hầu hết trẻ em liên quan đến mại dâm là trẻ gái, mặc dù số lượng trẻ em trai trong mại dâm đang tăng lên.
Liên Hợp Quốc đã tuyên bố mại dâm trẻ em là bất hợp pháp theo luật quốc tế, và các chiến dịch và tổ chức khác nhau đã được tạo ra để phản đối sự tồn tại của nó.
"Nhiều trẻ em bị đe dọa phải đối mặt với nạn mại dâm là những đứa trẻ dễ bị tổn thương, và bị khai thác. Nhiều kẻ săn mồi tập trung vào những nạn nhân bị xâm hại tình dục và những đứa trẻ bị cha mẹ đẻ của họ bỏ rơi hoàn toàn. Không chỉ có các em phải đối mặt với bạo lực chấn thương ảnh hưởng đến thể xác, mà các em còn bị gắn chặt vào cuộc sống bạo lực của mại dâm." - Phó Chưởng lý Hoa Kỳ James Cole.

## Sách tham khảo
- Bagley, Christopher; King, Kathleen (2004). Child Sexual Abuse: The Search for Healing. Routledge. ISBN 0203392590.
- Brown, Louise (2001). Sex Slaves: The Trafficking of Women in Asia. Virago Press. ISBN 1860499031.
- Chan, Jennifer (2004). Gender and Human Rights Politics in Japan: Global Norms and Domestic Networks. Stanford University Press. ISBN 080475022X.
- Clark, Robin; Freeman Clark, Judith; Adamec, Christine A. (2007). The Encyclopedia of Child Abuse. Infobase Publishing. ISBN 0788146068.
- Cossins, Anne (2000). Masculinities, Sexualities and Child Sexual Abuse. Martinus Nijhoff Publishers. ISBN 904111355X.
- Cowan, Jane K.; Wilson, Richard J. (2001). Culture and Rights: Anthropological Perspectives. Cambridge University Press. ISBN 0521797357.
- De Chesnay, Mary (2013). Sex Trafficking: A Clinical Guide for Nurses. Springer Publishing Company. ISBN 0826171168.
- Dewey, Susan; Kelly, Patty (2011). Policing Pleasure: Sex Work, Policy, and the State in Global Perspective. Cambridge University Press. ISBN 0521797357.
- Fine, Gary Alan; Ellis, Bill (2011). The Global Grapevine: Why Rumors of Terrorism, Immigration, and Trade Matter. NYU Press. ISBN 0814785115.
- Flowers, Ronald (1998). The Prostitution of Women and Girls. McFarland. ISBN 0786404906.
- Flowers, Ronald (1994). The Victimization and Exploitation of Women and Children: A Study of Physical, Mental and Sexual Maltreatment in the United States. McFarland. ISBN 0899509789.
- Institute of Social Sciences (New Delhi, India); National Human Rights Commission (2005). Trafficking in Women and Children in India. Orient Blackswan. ISBN 8125028455.
- Jaffe, Maureen; Rosen, Sonia (1997). Forced Labor: The Prostitution of Children: Symposium Proceedings. Diane Publishing. ISBN 0788146068.
- Jensen, Derrick (2004). The Culture of Make Believe. Chelsea Green Publishing. ISBN 1603581839.
- Kendall, Virginia M.; Funk, Markus T. (2012). Child Exploitation and Trafficking: Examining the Global Challenges and U.S Responses. Rowman & Littlefield. ISBN 1442209801.
- Lim, Lin Lean (1998). The Sex Sector: The Economic and Social Bases of Prostitution in Southeast Asia. International Labour Organization. ISBN 9221095223.
- Madsen, Richard; Strong, Tracy B. (2009). The Many and the One: Religious and Secular Perspectives on Ethical Pluralism in the Modern World. Princeton University Press. ISBN 1400825598.
- Matthews, Roger (2008). Prostitution, Politics & Policy. Routledge. ISBN 0203930878.
- Narayan, O.P. (2005). Harnessing Child Development: Children and the culture of human. Gyan Publishing House. ISBN 8182053005.
- O'Connor, Vivienne M.; Rausch, Colette; Klemenčič, Goran; Albrecht, Hans-Jörg (2007). Model Codes for Post-conflict Criminal Justice: Model criminal code. US Institute of Peace Press. ISBN 1601270127.
- Panter-Brick, Catherine; Smith, Malcolm T. (2000). Abandoned Children. Cambridge University Press. ISBN 0521775558.
- Penn, Michael L. (2003). Overcoming Violence Against Women and Girls: The International Campaign to Eradicate a Worldwide Problem. Rowman & Littlefield. ISBN 0742525007.
- Regehr, Cheryl; Roberts, Albert R.; Wolbert Burgess, Ann (2012). Victimology: Theories and Applications. Jones & Bartlett Publishers. ISBN 1449665330.
- Rodriguez, Junius P. (2011). Slavery in the Modern World: A History of Political, Social, and Economic Oppression. ABC-CLIO. ISBN 1851097880.
- Sher, Julian (2011). Somebody's Daughter: The Hidden Story of America's Prostituted Children and the Battle to Save Them. Chicago Review Press. ISBN 1569768331.
- Whetsell-Mitchell, Juliann (1995). Rape of the Innocent: Understanding and Preventing Child Sexual Abuse. Taylor and Francis. ISBN 1560323949.